# 遠里小野
遠里小野（おりおの）は、大阪府大阪市住吉区の町名。現行行政地名は遠里小野一丁目から遠里小野七丁目。
元は摂津国住吉郡遠里小野村のみであったが、明治初期に大和川以南を和泉国大鳥郡遠里小野村として分離した。後者は現在の堺市堺区遠里小野町などに当たる。

## 歴史・概要
遠里小野の地名は、古代律令制度が成立する頃から記録があり、万葉集では「とほさとをの（とおさとおの）」と詠まれている（三省堂『大辞林』）。一説に，かつては「ハリのオヌ」や「ウリノ」「瓜生野」（うりうの）などと呼ばれ、それが訛り、「遠里小野」（おりおの）に変わったとも言われる。南北朝時代に室町幕府軍と楠木正行軍が衝突した「瓜生野の合戦」を起源とする説も存在する。
かつて中世から近世にかけては農村として栄えていたが、遠里小野遺跡の発掘調査から、古代は漁具などが大量に出土したことから、漁村であったと考えられている。大和朝廷の頃は現在よりも海岸線が東にあり、この辺りに墨江津と呼ばれた港が開かれていた。また、難波京と和泉国府方面を結ぶ南海道と呼ばれた官道が通っていたことから交通・物流の中継地であったと考えられている。中世以降は熊野街道が集落の中央を通り、現在はあべの筋が旧集落を避けるように通っている。

### 菜種油発祥の地
遠里小野は、古くから油の産地として知られていた。また、日本で初めて菜種油を生産したことで知られる。菜種油は江戸時代から明治時代にかけて盛んに生産・販売された。現在は菜種を栽培する農地は市街地と化し、油生産は廃れた。
当初、遠里小野における油生産はハシバミの搾油から始まった。古代から中世にかけては、朝廷が神事に用いた灯明は、すべて遠里小野で生産された油を用いたとされる。しかし山崎（現在の京都府乙訓郡大山崎町付近）で長木によるエゴマ油の生産が行われるようになると、生産性・品質において山崎製が優位となり、遠里小野のハシバミ油は競争力を失った。
起死回生を図るべく、遠里小野では油分の多い菜種の搾油に着手し、搾油道具の改良と相まって競争力を回復し、中世・戦国時代から平和な時代へ移り変わったこともあり需要が増大し、村は大いに潤った。

### 大和川付け替えによる分断
かつて、この地域の東方、河内国ではしばしば大和川が氾濫し、洪水の被害を及ぼしてきた。抜本的な解決策として、大和川の流れを北から西へ変える付け替えが行われることとなった。事前の調査によりいくつかの開削ルートが考えられたが、最終的には遠里小野村集落の南側で村を二分するルートとなった。1704年（宝永元年）に付け替えが実施され、村は二分された。現在両地は「遠里小野橋」で結ばれている。

### 近代以降
- 1871年（明治4年） 大和川以南を和泉国大鳥郡遠里小野村として分離。
- 1889年（明治22年）4月1日 町村制施行により、住吉郡墨江村大字遠里小野となる。
- 1896年（明治29年）4月1日 郡の統廃合により、東成郡墨江村大字遠里小野となる。
- 1925年（大正14年）4月1日 大阪市へ編入され、住吉区遠里小野町となる。
- 1930年（昭和5年） 遠里小野橋が架橋される。
- 1935年（昭和10年） 集落が位置する高野線以西の町名が墨江東、墨江中、墨江西となる。
- 1981年（昭和56年） 高野線以西も含めて「遠里小野」の現行住居表示実施。

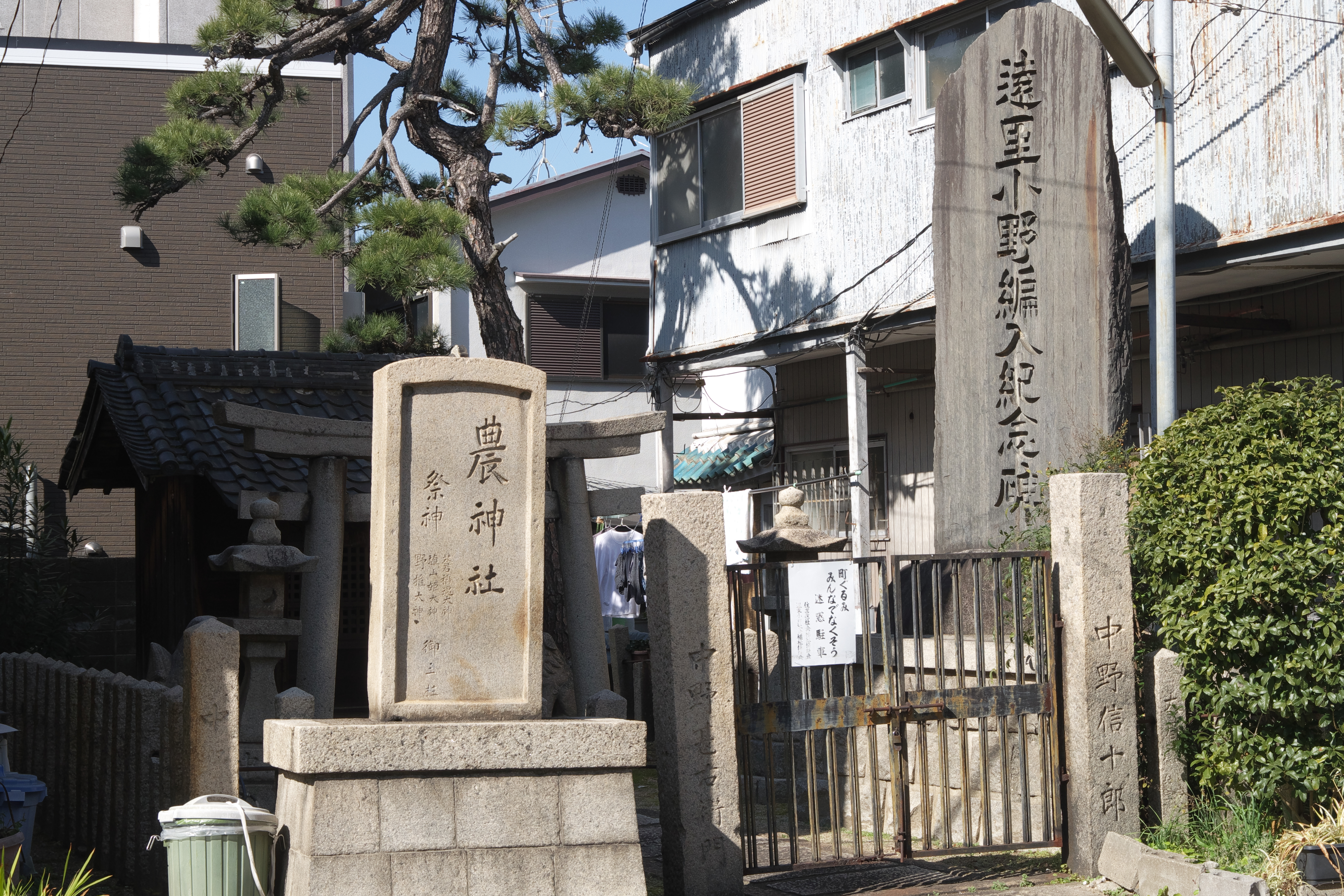
熊野街道沿いにある大阪市編入記念碑。1925年建立。

### 鉄道唱歌
鉄道唱歌の第5編、関西・参宮・南海編63番にて「遠里小野の夕あらし 吹くや阿倍野の松陰に 顕家父子の社あり 忠死のあとは何方ぞ」と歌われているが、七五調に合わせて「とおさとおの」と詠まれている。

## 世帯数と人口
2024年（令和6年）9月30日現在の世帯数と人口は以下の通りである。
| 丁目           | 世帯数    | 人口    |
| -------------- | --------- | ------- |
| 遠里小野一丁目 | 745世帯   | 1,360人 |
| 遠里小野二丁目 | 864世帯   | 1,606人 |
| 遠里小野三丁目 | 932世帯   | 1,811人 |
| 遠里小野四丁目 | 481世帯   | 824人   |
| 遠里小野五丁目 | 904世帯   | 1,600人 |
| 遠里小野六丁目 | 682世帯   | 1,247人 |
| 遠里小野七丁目 | 480世帯   | 768人   |
| 計             | 5,088世帯 | 9,216人 |

### 人口の変遷
国勢調査による人口の推移。
| 1995年（平成7年）  | 10,842人 | [ 5 ]  |  |
| 2000年（平成12年） | 10,832人 | [ 6 ]  |  |
| 2005年（平成17年） | 10,354人 | [ 7 ]  |  |
| 2010年（平成22年） | 10,134人 | [ 8 ]  |  |
| 2015年（平成27年） | 9,648人  | [ 9 ]  |  |
| 2020年（令和2年）  | 9,593人  | [ 10 ] |  |

### 世帯数の変遷
国勢調査による世帯数の推移。
| 1995年（平成7年）  | 4,511世帯 | [ 5 ]  |  |
| 2000年（平成12年） | 4,659世帯 | [ 6 ]  |  |
| 2005年（平成17年） | 4,490世帯 | [ 7 ]  |  |
| 2010年（平成22年） | 4,591世帯 | [ 8 ]  |  |
| 2015年（平成27年） | 4,357世帯 | [ 9 ]  |  |
| 2020年（令和2年）  | 4,818世帯 | [ 10 ] |  |

## 学区
市立小・中学校に通う場合、学区は以下の通りとなる。なお、小学校・中学校入学時に学校選択制度を導入しており、通学区域以外に住吉区の小学校・中学校から選択することも可能。
| 丁目           | 番   | 小学校                 | 中学校               |
| -------------- | ---- | ---------------------- | -------------------- |
| 遠里小野一丁目 | 全域 | 大阪市立遠里小野小学校 | 大阪市立大和川中学校 |
| 遠里小野二丁目 | 全域 | 大阪市立山之内小学校   | 大阪市立大和川中学校 |
| 遠里小野三丁目 | 全域 | 大阪市立山之内小学校   | 大阪市立大和川中学校 |
| 遠里小野四丁目 | 全域 | 大阪市立遠里小野小学校 | 大阪市立大和川中学校 |
| 遠里小野五丁目 | 全域 | 大阪市立遠里小野小学校 | 大阪市立大和川中学校 |
| 遠里小野六丁目 | 全域 | 大阪市立遠里小野小学校 | 大阪市立大和川中学校 |
| 遠里小野七丁目 | 全域 | 大阪市立遠里小野小学校 | 大阪市立大和川中学校 |

## 事業所
2021年（令和3年）現在の経済センサス調査による事業所数と従業員数は以下の通りである。
| 丁目           | 事業所数  | 従業員数 |
| -------------- | --------- | -------- |
| 遠里小野一丁目 | 70事業所  | 651人    |
| 遠里小野二丁目 | 36事業所  | 338人    |
| 遠里小野三丁目 | 23事業所  | 113人    |
| 遠里小野四丁目 | 28事業所  | 217人    |
| 遠里小野五丁目 | 64事業所  | 273人    |
| 遠里小野六丁目 | 26事業所  | 142人    |
| 遠里小野七丁目 | 16事業所  | 125人    |
| 計             | 263事業所 | 1,859人  |

## 地域

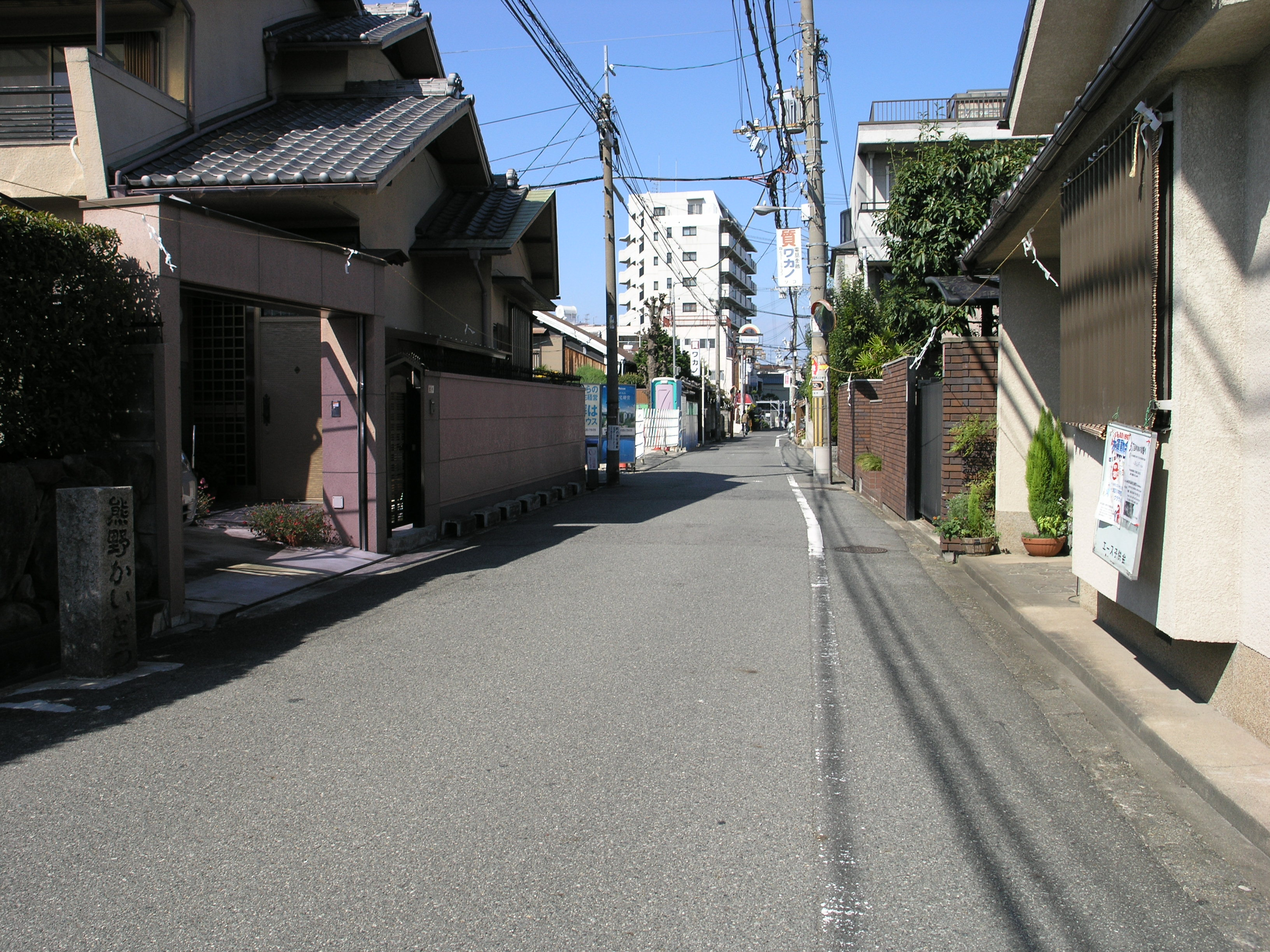
5丁目付近の熊野街道

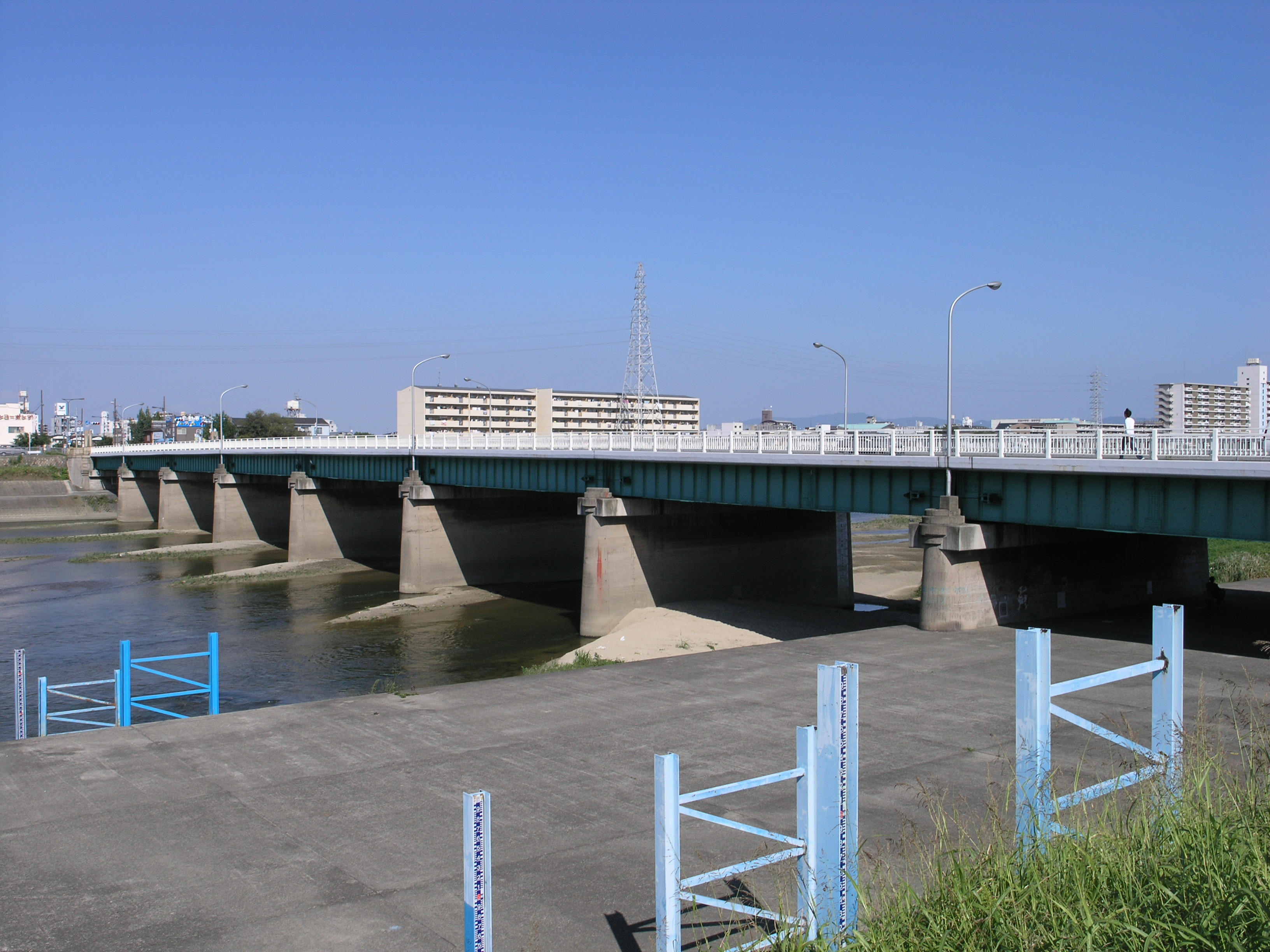
遠里小野橋

大阪市側は熊野街道沿いの集落と府道沿いの商業地を中心に賑わっている。基本的に耕作地だった堺市側は現在も工業地が過半を占めている。

### 河川
- 大和川

### 交通
- 鉄道
  - 南海高野線 我孫子前駅 -（浅香山駅…堺市堺区）

- 主要道路
  - あべの筋（大阪府道30号大阪和泉泉南線）
    - 遠里小野橋

  - 大阪府道42号・179号住吉八尾線

- バス

あべの筋を走る大阪シティバスの停留所は「遠里小野橋」を「おりおの橋」とひらがなで表記している。当停留所を起点・終点とするバスもある。
おりおの橋からは64号系統・あべの橋行（当停留所が起終点の循環系統）、65号系統・府立総合医療センター前行／杉本町駅前・地下鉄あびこ経由の矢田行基大橋行（地下鉄あびこ以遠循環）が発着している。
- 64号系統：おりおの五丁目 → おりおの橋
- 65号系統：沢の町 - 我孫子道 - おりおの橋 - おりおの五丁目 - 山之内一丁目

### 学校
- 建国小学校・中学校・高等学校
- 大阪市立大和川中学校
- 大阪市立遠里小野小学校

### 公共施設等
- 住吉消防署
- 大阪市立住吉図書館（2007年まで、2008年1月に南住吉へ移転）
- 遠里小野公園
- おりおの南公園

### 旧跡
- 西方寺
- 極楽寺
- 遠里小野遺跡

## その他

### 日本郵便
- 〒558-0032[3]（集配局：住吉郵便局[14]）